# 郭文 (晋朝)
郭文（?—?），字文举，西晋河内郡轵县（今河南省济源市南）人。
郭文性情怪僻，尚隐遁。年轻时喜欢山水，乐而忘返。父母去世后，辞家游名山。汉赵刘曜攻陷洛阳，于是步行入吴兴郡余杭县大辟山中隐居十余年。筑屋而居，以鹿皮为衣，以竹叶浆果为食。区种菽麦，买盐自供，猛兽不害。食有余粮，周济穷乏。被王导请入家园中居住，安置在西园，七年未尝出入，目无傍人。自谓本行学道，遭世乱而来此。后逃归临安县山中，在山中结庐舍。被临安令万宠强留县中。病重，自知死期，绝食而卒。